# Piria (mitologia)
Nella mitologia greca Piria è un battelliere di Itaca. Quest'ultimo ebbe pietà di un vecchio catturato da alcuni pirati. Il vecchio trasportava con sé alcune anfore piene apparentemente di pece. Più tardi, queste anfore rimasero proprietà di Piria, il quale si accorse che, sotto la pece, c'erano gioielli e tesori. Riconoscente, Piria sacrificò un bue al suo benefattore sconosciuto. Da qui viene il proverbioː Piria è ben il solo che abbia sacrificato un bue al suo benefattore.